# 京都府市町村職員共済組合
京都府市町村職員共済組合（きょうとふしちょうそんしょくいんきょうさいくみあい）は、地方公務員等共済組合法に基づき設立された京都府の市町村職員共済組合。
なお、京都市は京都市職員共済組合として独自に運営しているため、加入していない。

## 沿革
- 1955年1月1日 - 市町村職員共済組合法に基づき京都府市町村職員共済組合設立

## 加入自治体
- 福知山市
- 舞鶴市
- 綾部市
- 宇治市
- 宮津市
- 亀岡市
- 城陽市
- 向日市
- 長岡京市
- 八幡市
- 京田辺市
- 京丹後市
- 南丹市
- 木津川市
- 大山崎町（乙訓郡）
- 久御山町（久世郡）
- 井手町（綴喜郡）
- 宇治田原町（綴喜郡）
- 笠置町（相楽郡）
- 和束町（相楽郡）
- 精華町（相楽郡）
- 南山城村（相楽郡）
- 京丹波町（船井郡）
- 伊根町（与謝郡）
- 与謝野町（与謝郡）